# Религия в Эфиопии
Религия в Эфиопии представлена несколькими конфессиями. Наибольшее число последователей есть у христианства (эфиопское православие, пятидесятники, католицизм), составляющее 67,3 % от числа верующих, за которым следует ислам с 31,3 %.

## Религиозный состав населения по регионам

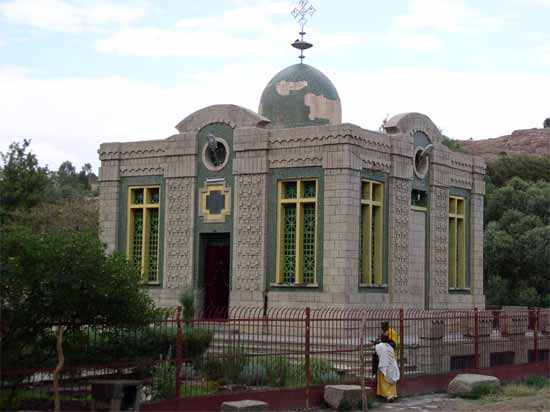
Церковь Пресвятой Богородицы

По данным переписи 2007 года.
| Регионы                           | Христиане | Православные | Протестанты | Католики | Мусульмане | Анимисты | Прочие |
| --------------------------------- | --------- | ------------ | ----------- | -------- | ---------- | -------- | ------ |
| Аддис-Абеба                       | 83.00%    | 74.7%        | 7.77%       | 0.48%    | 16.2%      |          | 0.8%   |
| Дыре-Дауа                         | 28.8%     | 25.71%       | 2.81%       | 0.4%     | 70.9%      |          | 0.3%   |
| Харари                            | 30.8%     | 27.1%        | 3.4%        | 0.3%     | 69.0%      |          | 0.2%   |
| Амхара                            | 82.7%     | 82.5%        | 0.2%        |          | 17.2%      |          | 0.1%   |
| Афар                              | 4.7%      | 3.9%         | 0.7%        | 0.1%     | 95.3%      |          |        |
| Бенишангуль-Гумуз                 | 46.5%     | 33.0%        | 13.5%       |          | 45.4%      | 7.1%     |        |
| Гамбела                           | 90.2%     | 16.8%        | 70.0%       | 3.4%     | 4.9%       | 3.8%     | 1.1%   |
| Область Народностей Южной Эфиопии | 77.8%     | 19.9%        | 55.5%       | 2.4%     | 14.1%      | 6.6%     | 1.5%   |
| Оромия                            | 48.2%     | 30.5%        | 17.7%       |          | 47.5%      | 3.3%     | 1.1%   |
| Сомали                            | 0.6%      | 0.6%         |             |          | 98.4%      |          | 1.0%   |
| Тыграй                            | 96.1%     | 95.6%        | 0.1%        | 0.4%     | 4.0%       |          |        |

## Христианство

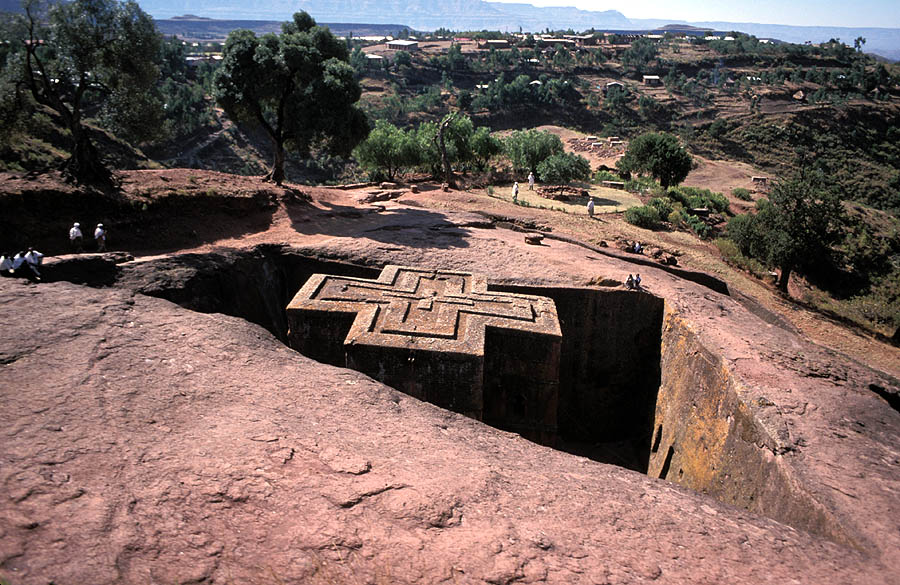
Высеченные в скале церкви в городе Лалибэла

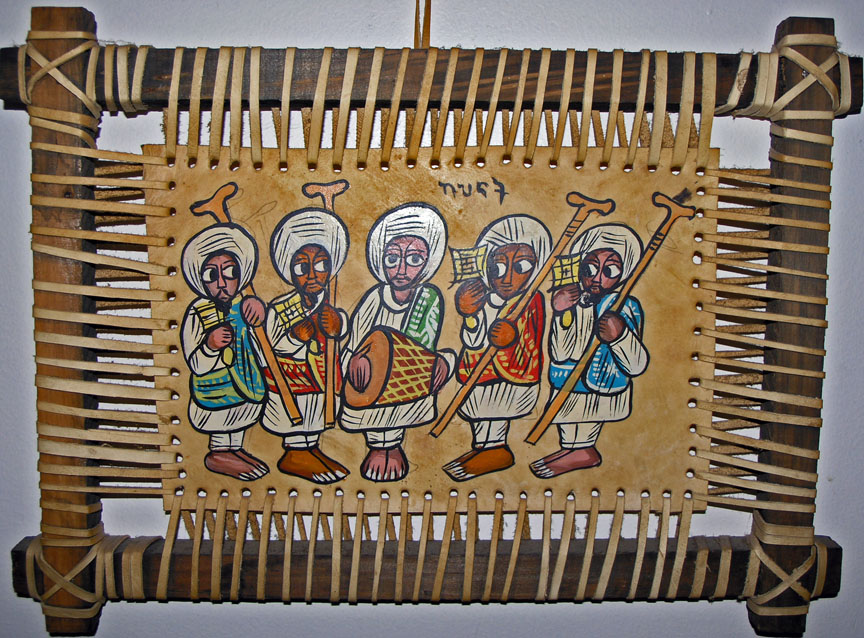
Эфиопские священники на картине из кожи

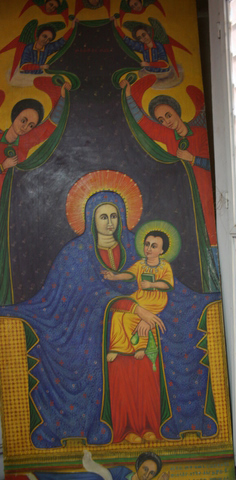
Традиционное эфиопское изображение Иисуса Христа и Девы Марии

Эфиопия является третьей после Армении и Осроенского царства страной, официально принявшей христианство. Эфиопская православная церковь является одной из древневосточных православных (нехалкидонских) церквей. До 1959 года она была частью Коптской церкви. Автокефалия Эфиопской церкви была провозглашена в 1960 году императором Хайле Селассие и признана Коптской церковью четыре года спустя.
Согласно переписи 1994 года, 61,6 % населения страны являются христианами, в том числе 50,6 % — адепты дохалкидонской Эфиопской церкви, 10,1 % — протестанты и 0,9 % — католики.

## Ислам

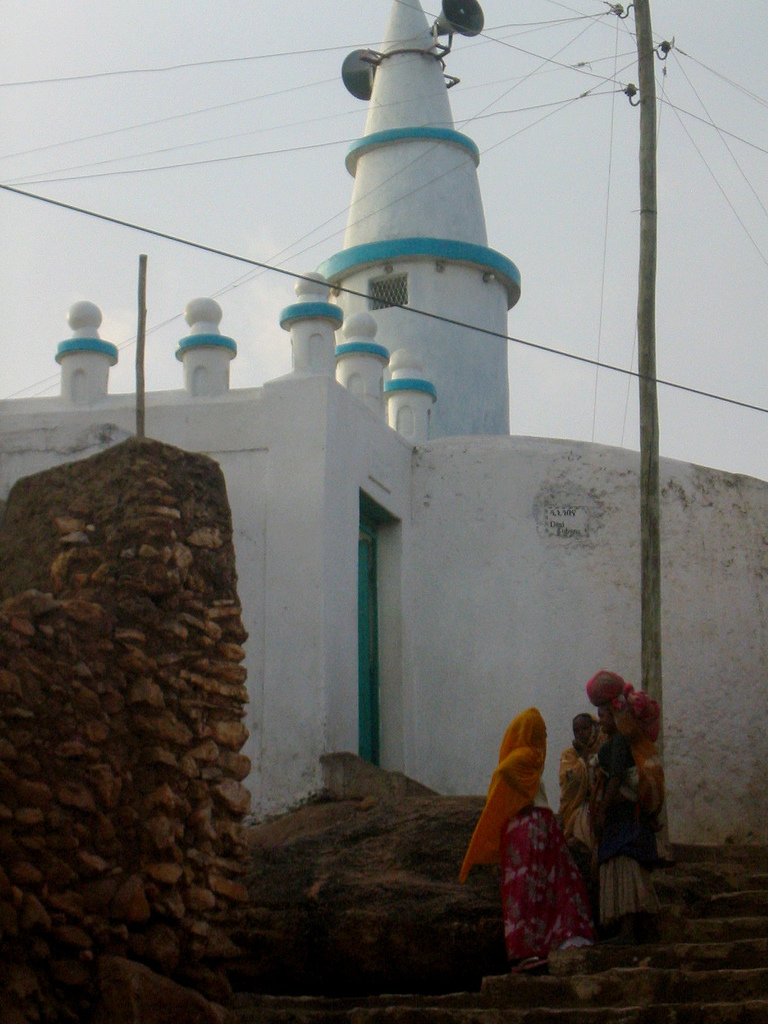
Мечеть в городе Хараре

Согласно переписи населения 1994 года, мусульмане составляют 32,8 % населения Эфиопии. Большинство эфиопских мусульман — сунниты. Проникновение ислама в Эфиопию можно отнести к 619 году. Из-за преследования со стороны курайшитов некоторым приверженцам раннего ислама пришлось покинуть свою родину и отправиться в Эфиопию. Это событие в арабской историографии получило название «хиджра», что с арабского переводится как «переселение». Однако в европейской традиции этот термин чаще всего применяют к событию, которое случилось через два года, — переселению Мухаммада в Медину. Наиболее распространён ислам в регионах Афар и Сомали, а также на юге Оромии. В столице Эфиопии Аддис-Абебе проживает около 1 млн мусульман.

## Иудаизм
Фалаши (Бета Исраэль) — небольшие изолированные группы африканских евреев, с древнейших времён живших в Эфиопии. Об их существовании не было известно остальному миру, но и они не знали о существовании других евреев вне своей общины. На Западе об их существовании узнали лишь в XX веке. В 1975 году они были признаны израильским государством в качестве евреев. Во время операций «Моисей» и «Соломон», проведённых в 1984 и 1991 годах соответственно, самолётами из Эфиопии в Израиль было вывезено большинство эфиопских евреев. Лишь небольшая группа евреев, которую Израиль не признал евреями, остаётся на территории Эфиопии.

## Анимизм
По оценкам правительство Эфиопии около 12 % населения Эфиопии причисляют себя к группе последователей анимизма.

## Растафарианство
В Эфиопии проживает отдельными общинами несколько тысяч растафариан различных течений, в основном - выходцы с Ямайки.

## Религиозная политика
Свобода вероисповедания, прописанная в Конституции Эфиопии, не всегда исполняется на практике. В Эфиопии не существует государственной религии и запрещено создание политических партий по религиозному признаку, а все религиозные организации должны проходить обязательную регистрацию каждые три года.
Сохраняется напряжение между группами древневосточных православных христиан и протестантами, а также между мусульманами и христианами. Правительство ведёт активную работу по снижению напряжённости в межрелигиозных отношениях.

## Межрелигиозные отношения
В 2010 году создана национальная межрелигиозная организация «Межрелигиозный совет Эфиопии» (амхарский: የኢትዮጵያ የሃይማኖት ተቋማት ጉባኤ, IRCE), с состав которого входят семь религиозных организаций страны.